# Euricania sterope
Euricania sterope är en insektsart som beskrevs av Ronald Gordon Fennah 1950. Euricania sterope ingår i släktet Euricania och familjen Ricaniidae. Inga underarter finns listade i Catalogue of Life.